# Mr. & Mrs. Smith
Mr. & Mrs. Smith är en amerikansk film från 2005 i regi av Doug Liman.  

## Handling
Paret John och Jane Smith lever ett helt inrutat liv i ett äktenskap som det gått rutin i. Inte heller är de helt ärliga mot varandra; John tror att hon är dataexpert, medan Jane tror att han jobbar på en byggfirma. Men egentligen är båda två yrkesmördare fast med olika arbetsgivare. Situationen kompliceras när nästa uppdrag blir att mörda varandra.

## Om filmen
Handlingen har stora likheter med Prizzis heder från 1985.
Mr. & Mrs. Smith är också originalnamnet på den film av Alfred Hitchcock från 1941 som på svenska kallas Lika barn leka bäst. Filmerna har dock inget annat än titeln gemensamt.

## Rollista (urval)
- Brad Pitt - John Smith
- Angelina Jolie - Jane Smith
- Adam Brody - Benjamin Danz
- Vince Vaughn - Eddie
- Jennifer Morrison - Jade
- Angela Bassett - Mr. Smiths chef (röst)